# St. Andreas (Berchtesgaden)

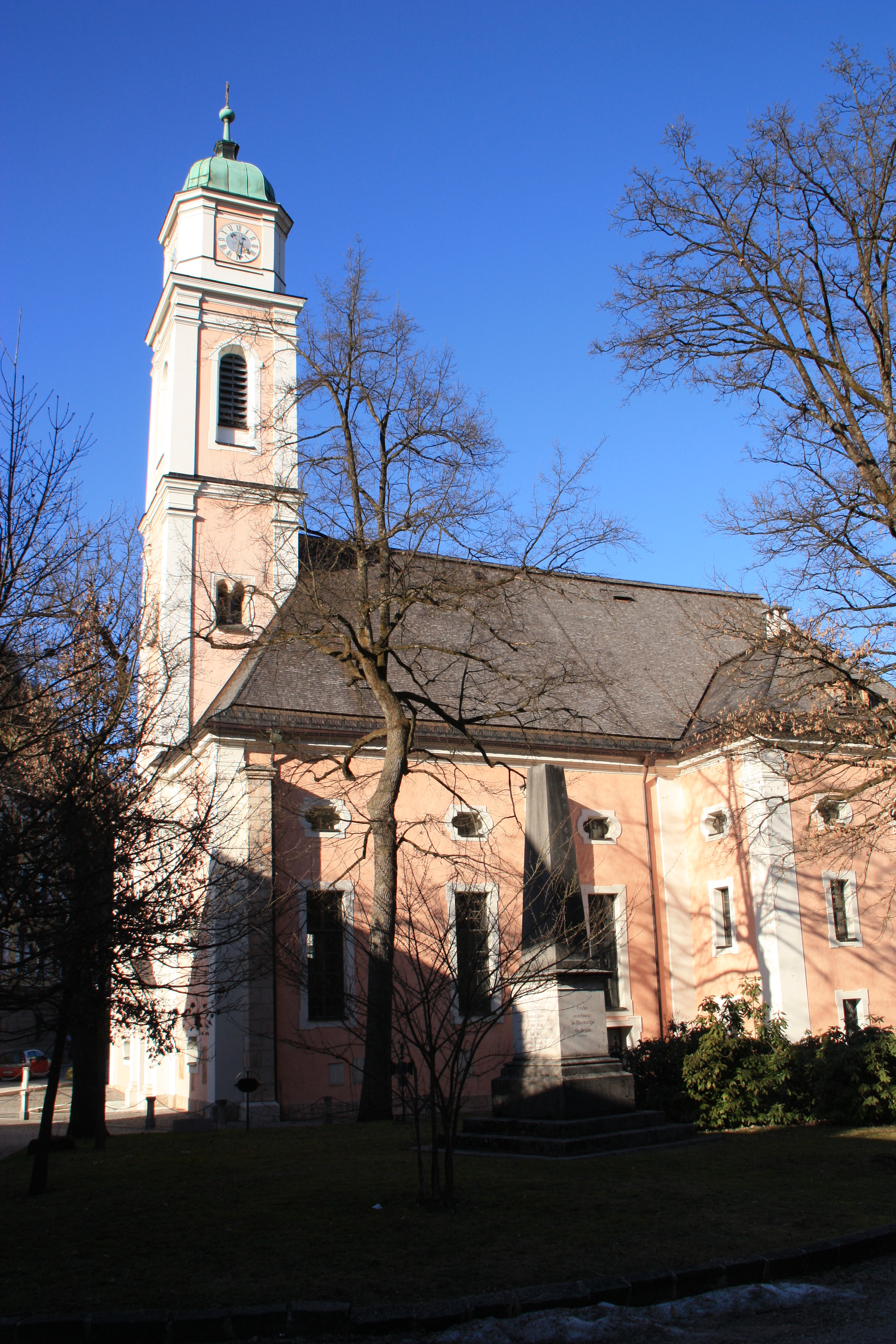
Pfarrkirche St. Andreas

Die Pfarrkirche St. Andreas wurde 1397 von den Bürgern des Marktes Berchtesgaden errichtet und ist denkmalgeschützt. Seit 1803 trägt sie die Funktionsbezeichnung Pfarrkirche nur noch im Namen und dient seither als Filialkirche der römisch-katholischen Pfarrei St. Andreas in Berchtesgaden in Bayern, die wiederum zur Erzdiözese München und Freising gehört.

## Gebäude und Geschichte
Laut A. Helm soll am Standort der heutigen Kirche bereits 1358 Stiftspropst Jakob I. von Vansdorf (1362–1368) eine Kapelle erbaut haben lassen, die wenig später zerstört worden wäre.
1397 von den Bürgern des Marktes Berchtesgaden errichtet, liegen bei der heute denkmalgeschützten Pfarrkirche St. Andreas „untertägige“ mittelalterliche sowie frühneuzeitliche Befunde und Funde ihrer Vorgängerbauten vor, wozu auch ein 1811 aufgelassener Friedhof gehörte.

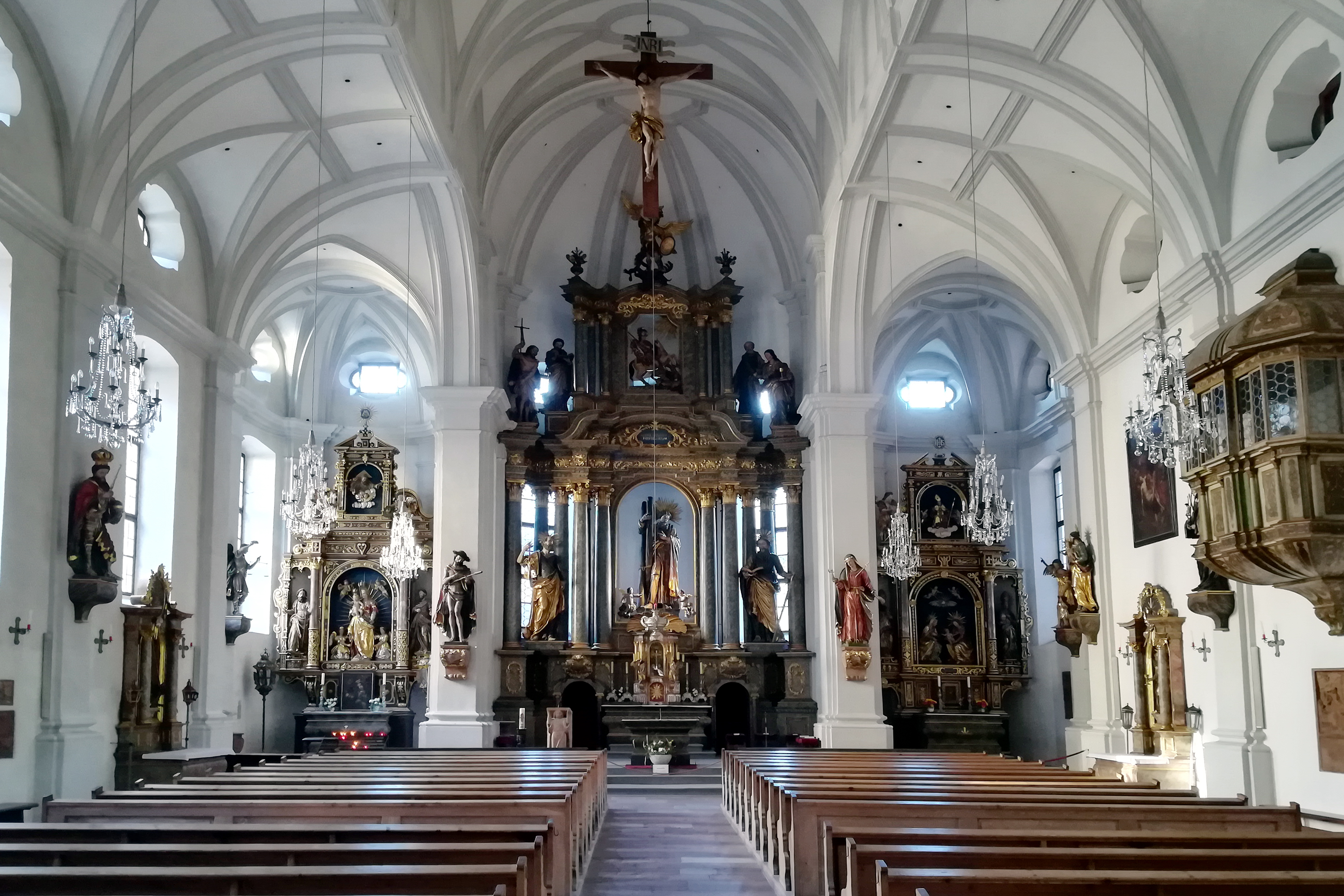
St. Andreas: Innenraum

Der einschiffige romanische Saalbau stammt aus der zweiten Hälfte des 13. Jahrhunderts, dessen heutige Ausformung das Ergebnis von Umbauten ab 1480 sind. Laut A. Helm nahm jedoch erst 1500 der Reichsprälat und Propst Balthasar Hirschauer (1496–1508) bauliche Veränderungen vor. Ausgewiesen wird das demnach auch durch das über dem Turmportal angebrachte Wappen von Hirschauer, wie auch laut dem Bayerischen Landesamt für Denkmalpflege die Erhöhung des nach Westen ausgerichteten Turms für das Jahr 1500 angesetzt wird. Unter Propst Gregor Rainer wurde dann 1510 die Sakristei angefügt, über deren Tür wiederum dessen Wappen zu sehen ist.
Ende des 17. Jahrhunderts (1693–1701) wurde der Innenraum der Kirche erweitert und barockisiert sowie dem Turm eine Glockenhaube aufgesetzt. Hierzu heißt es bei A. Helm, dass die Kirche „1698 (..) abgebrochen und die jetzige 1699 im Barockstil erbaut“ wurde.
Nach der Aufhebung des Fürstpropstei Berchtesgaden und ihres Chorherrenstifts im Jahr 1803 wurde deren Stiftskirche St. Peter und Johannes der Täufer zur Pfarrkirche und es stand anschließend mehrfach zur Debatte, die „alte“ Pfarrkirche St. Andreas abzureißen oder sie, wie 1922 geplant, in ein Vereinshaus umzuwandeln. Laut A. Helm wurden hingegen nach einem Brand des bis dahin hölzernen Turms 1842 dieser noch 1847 „durch Mauerung versehen“ und „an der Außenseite der Halle die Marmorpfeiler aufgeführt“.
Das nach wie vor als „Pfarrkirche“ bezeichnete Kirchengebäude wird heute nur noch für Gottesdienste an Werktagen genutzt. Ihr Namenspatron St. Andreas dient weiterhin zur Bezeichnung der Pfarrei im Markt Berchtesgaden – hingegen wird die nunmehr eigentliche Pfarrkirche, in der alle Hochämter und Festgottesdienste an den christlichen Feiertagen zelebriert werden, nach wie vor „Stiftskirche“ genannt.

## Ausstattung

### Altäre
Der Hochaltar wie auch die beiden kleineren, an den Wandseiten sich gegenüber stehenden Seitenaltäre stammen aus den Jahren 1703–1705 (Laut A. Helm: 1708) und wurden von ortsansässigen Künstlern geschaffen. Die beiden älteren Nebenaltäre direkt an der Seite des Hochaltars (links: Marienaltar, ursprünglich wohl Andreasaltar, rechts: Anna selbdritt) stammen aus der ersten Hälfte des 17. Jahrhunderts. In den Jahren 1740–1742 hat Johannes Zick für die Kirche fünf Altarbilder geschaffen.

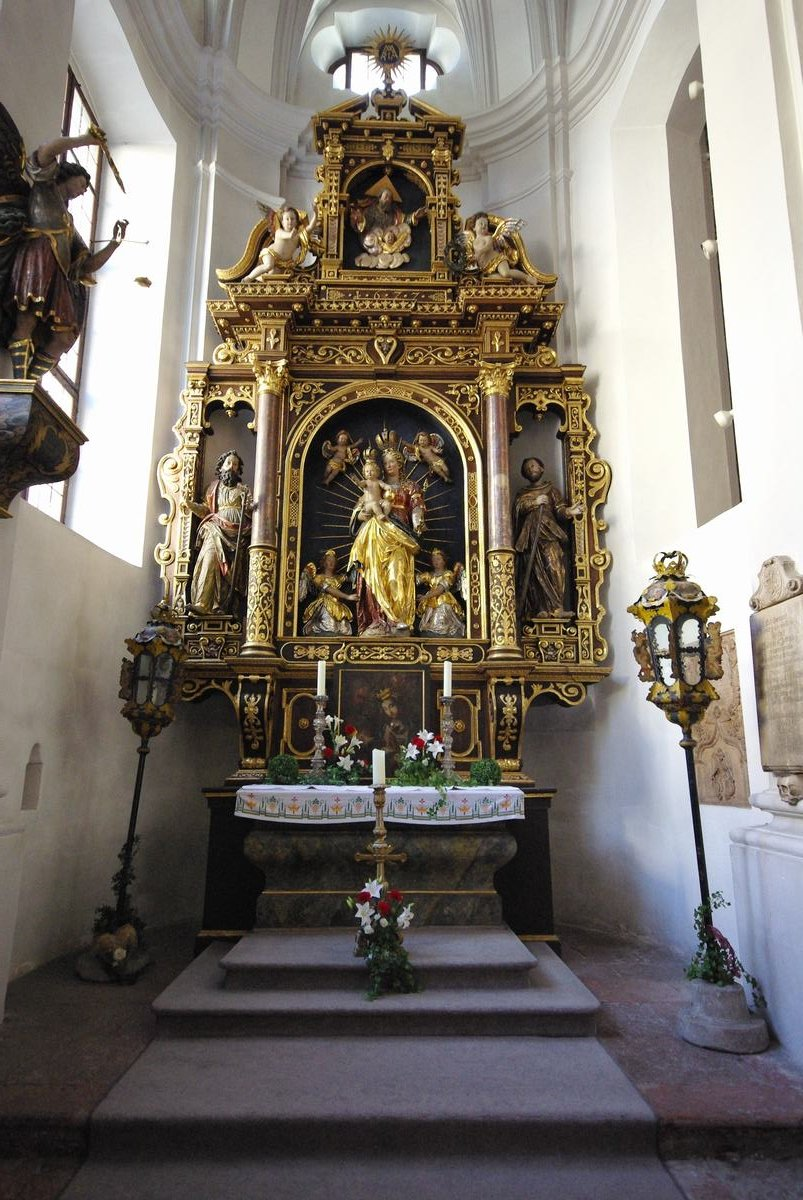
Nebenaltar links
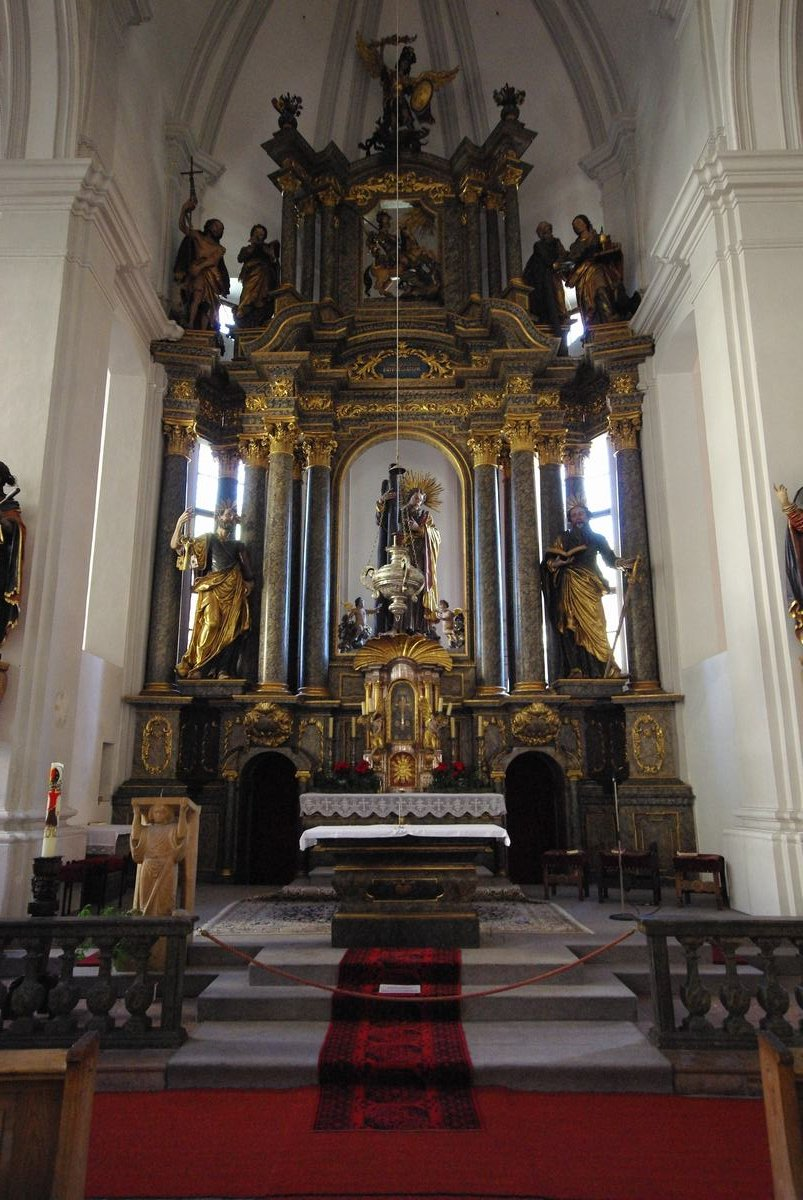
Hochaltar
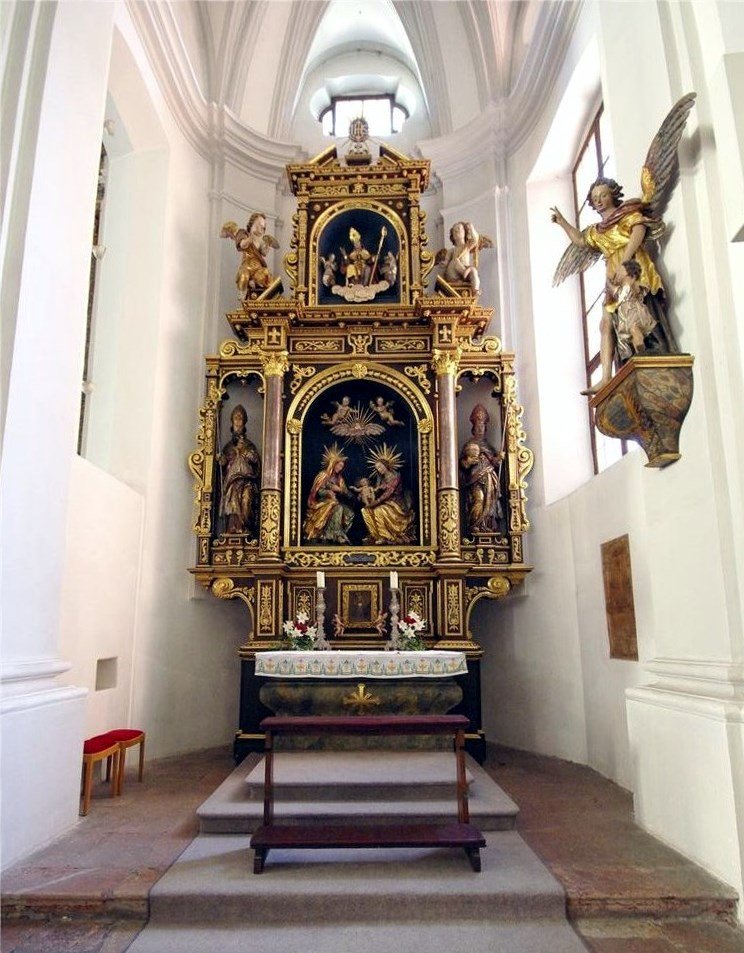
Nebenaltar rechts
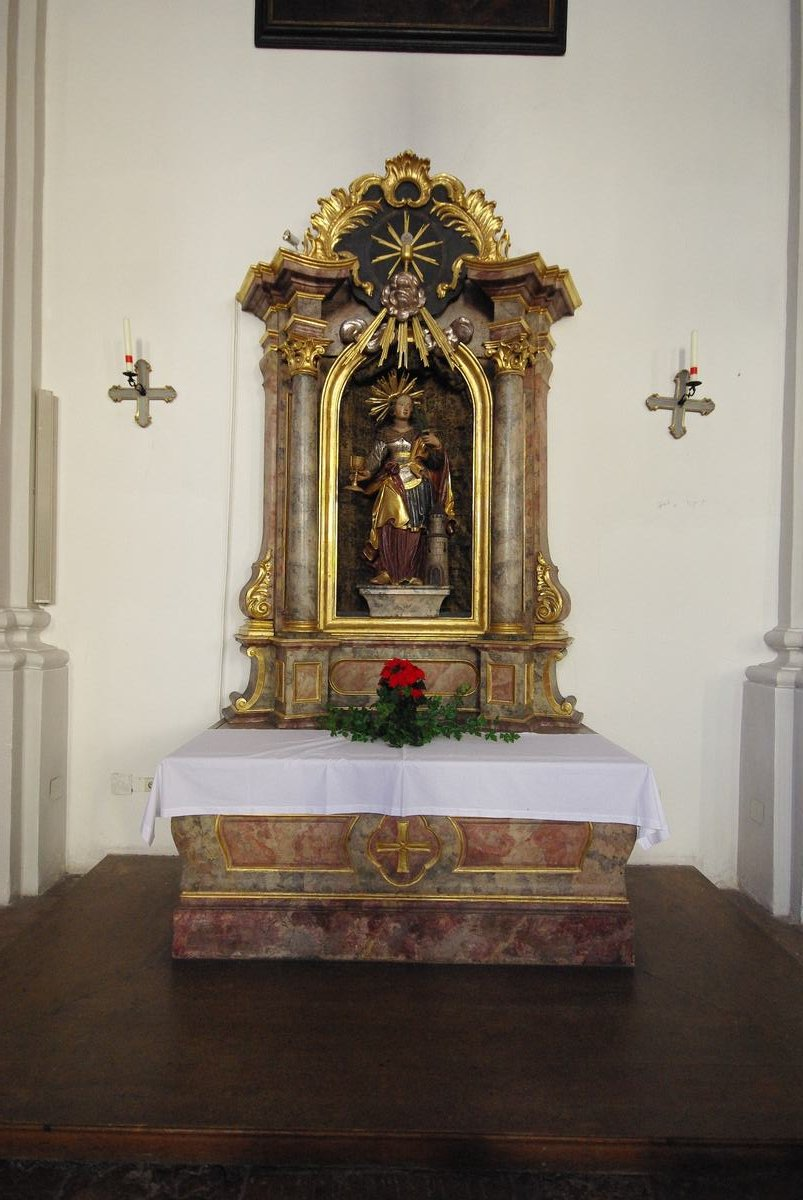
Einer der kleineren Seitenaltäre

### Orgel
Die Orgel wurde 1993 von der Orgelbaufirma Johannes Klais (Bonn) erbaut. Das Instrument hat 21 Register auf zwei Manualen und Pedal. Das zweite Manual ist doppelt schwellbar: Zum einen nach hinten, zur Begleitung von Chören, und mit einem zweiten Pedal nach vorne hin. Die Spiel- und Registertrakturen sind mechanisch.
Auf einem in den 1950/60er-Jahre abgetragenen Oratorium im Presbyterium der Andreaskirche stand eine Chororgel; das damals abgeräumte Gehäuse steht jetzt achtlos neben der Hauptorgel auf der Musikempore. Es handelt sich dabei höchstwahrscheinlich um das Instrument, das Paul Rotenburger 1660 geschaffen hatte und das 5 Register und einen Tremulanten aufwies. Die „Über-Eck-Lösung“ des Orgelgehäuses erinnert an die der alten Vierungsorgeln im Salzburger Dom, deren erste zwei von Paul Rotenburgers Vater, Leopold Rotenburger, 1628 angefertigt worden waren.

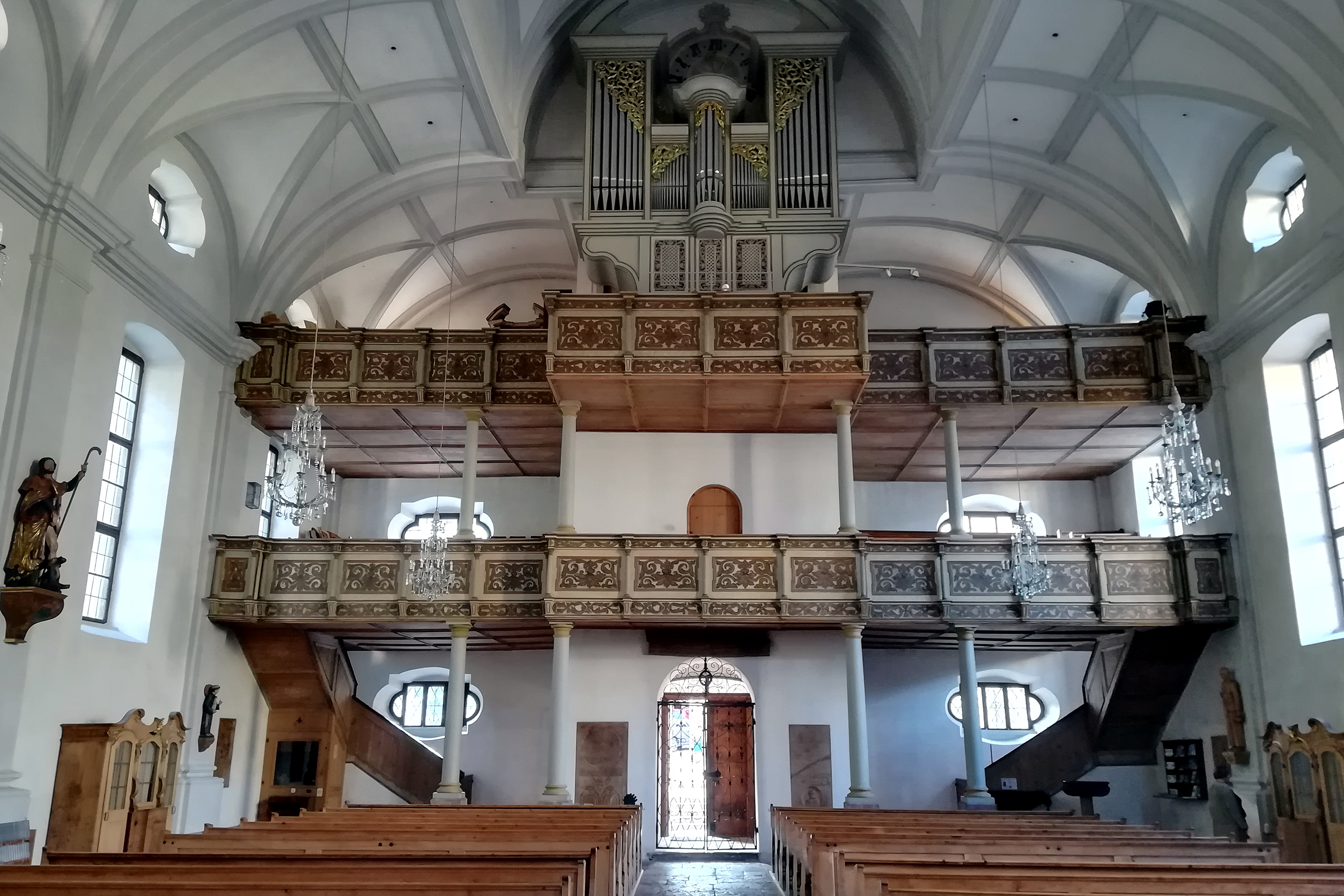
St. Andreas: Emporen
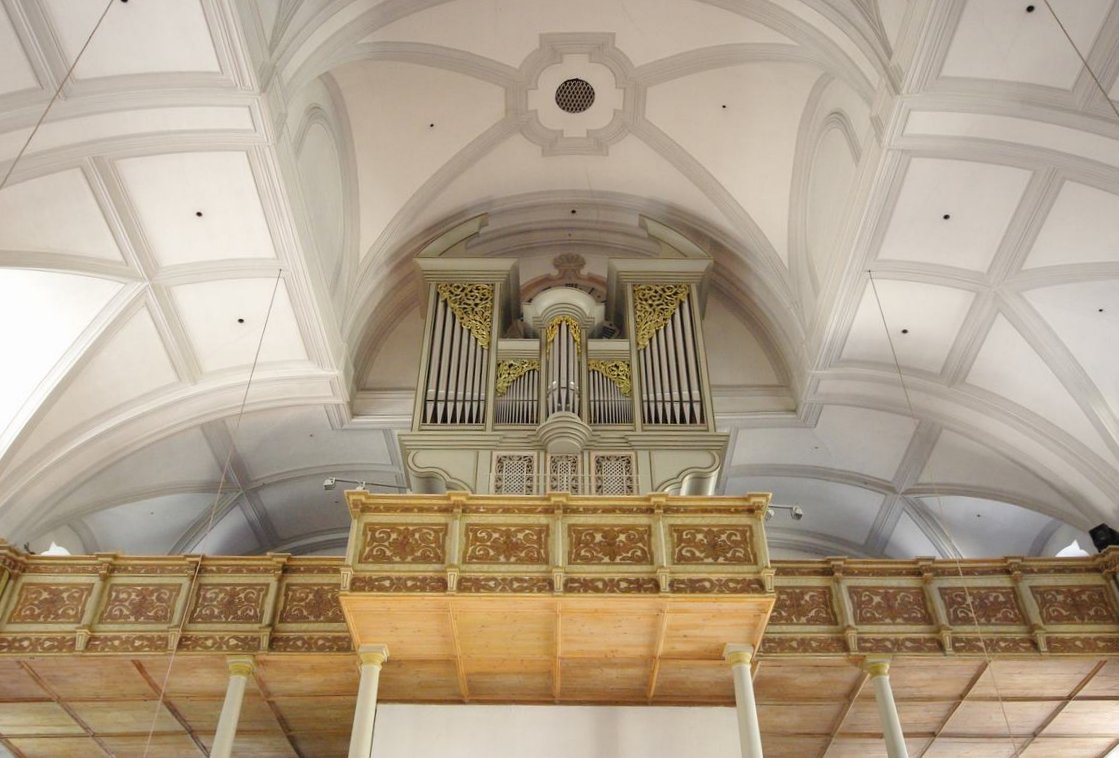
Bildausschnitt Prospekt der Orgel
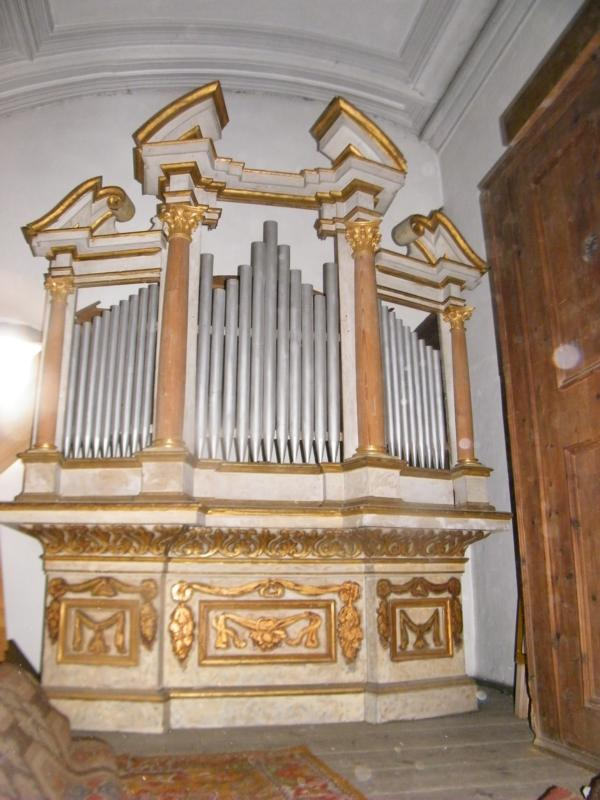
Leeres Gehäuse der ehemaligen Chororgel

Disposition der Orgel
| I Hauptwerk C–g3 |        |
| Prinzipal        | 8′     |
| Rohrflöte        | 8′     |
| Oktave           | 4′     |
| Blockflöte       | 4′     |
| Superoctave      | 2′     |
| Quinte           | 2 ⁄3'  |
| Terz             | 1 3⁄5' |
| Mixtur IV        |        |
| Trompete         | 8′     |
| Voce umana       | 8′     |
| Tremulant        |        |

| II Schwellwerk C–g3 |       |
| Holzgedackt         | 8′    |
| Salicional          | 8′    |
| Rohrflöte           | 4′    |
| Traverse            | 2′    |
| Sifflet             | 1 ⁄3' |
| Cymbel III          |       |
| Cromorne            | 8′    |
| Tremulant           |       |

| Pedal C–g1  |     |
| Subbaß      | 16′ |
| Octavbaß    | 8′  |
| Tenoroctave | 4′  |
| Posaune     | 16′ |

- Koppeln: II/I, I/P, II/P

### Glocken, Turmuhr
Im Kirchturm von St. Andreas hängt ein vierstimmiges Glockengeläut, dessen Glocken von Karl Czudnochowsky zwischen 1959 und 1970 in Erding gegossen wurden. Siehe nachfolgende Tabelle  wurde laut einer Webseite des Beratungsausschusses für das Deutsche Glockenwesen (BA) die älteste Glocke, eine kleine Zügenglocke, die aber schon seit Längerem nicht mehr in Gebrauch ist, 1710 von Franz Gartner in Salzburg gegossen.
| Glocke | Name                          | Gussjahr | Durchmesser | Gewicht | Schlagton |
| ------ | ----------------------------- | -------- | ----------- | ------- | --------- |
| 1      | Hl. Geist                     | 1959     | 1195 mm0    | 967 kg  | e′+1      |
| 2      | Andreas                       | 1959     | 994 mm      | 582 kg  | g′+3      |
| 3      | Sebastian                     | 1963     | 900 mm      | 417 kg  | a′+1      |
| 4      | Josef und Johannes der Täufer | 1970     | 800 mm      | 310 kg  | h′+1      |
| 5      | Zügenglocke                   | 1710     | 430 mm      | 060 kg  | gis″      |

Laut A. Helm jedoch wurde die älteste Glocke der Kirche bereits 1537 gegossen und die Turmuhr stammt aus dem Jahr 1700.